# Dick Lidman
Dick Gunnar Lidman (* 24. ledna 1967, Skelleftea) je bývalý švédský fotbalový útočník. Mimo Švédska působil jednu sezónu v ČR ve Slavii Praha, se kterou získal ligový titul.

## Fotbalová kariéra
Hrál za Skelleftea AIK, GIF Sundsvall, AIK Stockholm a na hostování v SK Slavia Praha, kde se objevil výměnou za hostování Martina Hyského v AIK Stockholm. Se Slavií získal v roce 1996 ligový titul. V naší nejvyšší soutěži nastoupil ve 3 utkáních a dal 1 gól. Ve švédské lize nastoupil ve 134 utkáních a dal 53 gólů. V roce 1995 nastoupil dvakrát za švédskou reprezentaci.

### Ligová bilance
| Ročník                          | Zápasy | Góly | Klub            |
| ------------------------------- | ------ | ---- | --------------- |
| Allsvenskan 1989                | 19     | 7    | GIF Sundsvall   |
| Allsvenskan 1991                | 7      | 1    | GIF Sundsvall   |
| Allsvenskan 1992                | 15     | 4    | AIK Stockholm   |
| Allsvenskan 1993                | 25     | 16   | AIK Stockholm   |
| Allsvenskan 1994                | 26     | 14   | AIK Stockholm   |
| Allsvenskan 1995                | 23     | 7    | AIK Stockholm   |
| 1. česká fotbalová liga 1995/96 | 3      | 1    | SK Slavia Praha |
| Allsvenskan 1996                | 3      | 0    | AIK Stockholm   |
| Allsvenskan 1997                | 16     | 4    | AIK Stockholm   |
| CELKEM                          | 137    | 54   |                 |